# Roberto Medina
Roberto Medina (Rio de Janeiro, 1949) is een Braziliaans zakenman en reclamedeskundige. Hij is vooral bekend als de bedenker en de organisator van het Rock in Rio-festival.

## Biografie
Zijn vader, Abraham Medina was eveneens een bekende zakenman. Op zestienjarige leeftijd begon hij te werken op de marketingafdeling in het bedrijf van zijn vader. In 1968 ging hij werken bij reclamebureau Artplan, die hij in 1972 opkocht. Onder zijn leiding groeide Artplan tot een van de grootste reclamebureaus van Brazilië.
In 1980 bracht hij Frank Sinatra naar Brazilië, die in Rio de Janeiro optrad. Hij bedacht en organiseerde, respectievelijk in 1984 en 1985, het Rock in Rio-festival. Hiermee bracht hij artiesten die anders nooit naar Zuid-Amerika kwamen en zorgde hij dat de infrastructuur van het festival vergelijkbaar was met die van rijke landen.
Begin 1990 bracht hij Paul McCartney, die in het Maracanã-stadion in Rio de Janeiro optrad. In juni van hetzelfde jaar werd hij ontvoerd en na het betalen van losgeld, kwam hij na zeventien dagen
weer vrij.
Hij organiseerde, in respectievelijk 1991 en 2003, een tweede en een derde editie van het Rock in Rio-festival in Brazilië.
In 2004, bracht hij het festival naar Portugal en organiseerde voor het eerst Rock in Rio Lisboa, in Lissabon. Hij organiseerde in 2006 de tweede editie van Rock in Rio Lisboa. In 2008 organiseert hij zowel een derde editie van Rock in Rio Lisboa als een eerste editie van Rock in Rio Madrid in Spanje.